# Barbara Stiegler
Pour les articles homonymes, voir Stiegler.
Barbara Stiegler, née le 3 août 1971, est une philosophe française, agrégée de philosophie, spécialiste de la pensée de Nietzsche et de philosophie politique. Maître de conférences à l'université Bordeaux-Montaigne, elle y dirige le master « Soin, éthique et santé ». Elle est également membre du comité d’éthique du CHU de Bordeaux et de l’Institut universitaire de France.
Connue pour ses travaux sur les rapports entre la biologie et la philosophie chez Nietzsche, dont Nietzsche et la biologie (2001), Nietzsche et la critique de la chair (2005) et Nietzsche et la vie (2021), elle s'intéresse aussi au néolibéralisme, qu'elle identifie comme un projet politique fondé sur l’impératif de l’adaptation (Il faut s’adapter. Sur un nouvel impératif politique, 2019).
Barbara Stiegler est également une intellectuelle engagée, ayant soutenu et pris part au mouvement des Gilets jaunes et au mouvement contre la réforme des retraites de 2019-2020, un engagement qu'elle relate et analyse dans Du cap aux grèves (2020). Elle a aussi critiqué la verticalité de la gestion de la crise sanitaire du Covid-19 par le gouvernement français (De la démocratie en pandémie, 2021).

## Biographie

### Famille et formation
Barbara Stiegler est la fille aînée du philosophe Bernard Stiegler.
Elle réussit l'agrégation de philosophie en 1994 et fait du monitorat entre 1995 et 1998, puis travaille comme professeure de philosophie dans le secondaire.

### Parcours universitaire
Elle soutient une thèse de philosophie à l'Université Paris-4 en 2003, sous la direction de Jean-Luc Marion.
Elle est attachée temporaire d'enseignement et de recherche (ATER) entre 2000 et 2002, puis devient maître de conférences en 2006 à l'université Bordeaux-Montaigne. En 2007, elle est responsable de la licence de philosophie. En 2009, elle devient directrice adjointe de l'UFR de philosophie et elle est responsable du master 2 « Soin, éthique et santé ».
Elle obtient l'habilitation à diriger des recherches en 2016. Elle a été également membre du comité d'éthique du CHU de Bordeaux[source insuffisante] et membre du comité de lecture de la revue Les Études philosophiques. Entre 2007 et 2009, elle est membre du jury de l'agrégation externe de philosophie pour l'écrit.

## Recherches

### Philosophie allemande
À la suite de sa thèse, elle publie deux ouvrages sur les rapports de Friedrich Nietzsche avec la biologie. Pour elle, la pensée nietzschéenne est directement redevable au projet critique kantien, à la différence que l'objet à délimiter n'est plus la raison mais le corps. Barbara Stiegler, via le prisme de la philosophie nietzschéenne en particulier sur la formation de l'humain, revisite certains thèmes liés à la question de l’éducation.

### S'adapter, un credo néolibéral
Barbara Stiegler oriente ses recherches dans le champ de la philosophie politique et sur l’histoire des libéralismes et de la démocratie. Elle situe ses travaux dans la lignée de ceux entamés par Michel Foucault, qu’elle prolonge en révélant les sources évolutionnistes du néolibéralisme. Elle explique dans son livre Il faut s’adapter. Sur un nouvel impératif politique le sentiment diffus d’un retard généralisé, une injonction à s’adapter au rythme des mutations d’un monde complexe et l'omniprésence du lexique biologique de l’évolution.
À travers la critique nietzschéenne du philosophe et sociologue anglais Herbert Spencer et de son adaptationnisme, elle explique une des origines du néolibéralisme : Herbert Spencer propose un « système de la nature », comprenant la pensée de Darwin, avec cette idée qu’il faut laisser faire la nature et les processus naturels dans les champs humain, économique et social. La direction claire est donc de s’adapter, c’est-à-dire se soumettre aux impératifs de la mondialisation. L’État doit s’en tenir à ses missions régaliennes. Les notions-clés de Darwin se retrouvent dans de nombreuses injonctions contemporaines : « s’adapter » pour « survivre », suivre les « mutations », participer à l’« évolution », la « sélection » et la « compétition ».
Le terme « néolibéralisme » va remplacer l'expression « nouveau libéralisme » lors du colloque Lippmann.
Barbara Stiegler rattache le néolibéralisme au darwinisme social, qui s'exprime sous forme autoritaire dans le nazisme et sous forme libérale en affirmant que les plus aptes survivront. Elle s'étonne de la permanence dans le néolibéralisme de ces idées pourtant taboues dans la société actuelle. Le néolibéralisme donne naissance à la concurrence dite « libre et non faussée » que l'on trouve dans les textes juridiques de la construction européenne et à  l’« égalité des chances » qui permet à tous d'entrer dans la compétition.
Elle explore les racines de la démocratie contemporaine, notamment influencée par Walter Lippmann. Celui-ci est en désaccord avec John Dewey, grande figure du pragmatisme américain, qui, à partir d’un même constat, appelle à mobiliser l’intelligence collective des publics, à multiplier les initiatives démocratiques et à inventer « par le bas » l’avenir collectif. Mais tandis que Lippmann veut enfermer les masses dans la passivité, en les mettant sous la tutelle des dirigeants et des experts, Dewey lui oppose une tout autre conception de la démocratie, dans laquelle il s’agit de faire émerger des publics actifs,.

### Prises de position et militantisme politique
(mai 2023).
Barbara Stiegler exprime son opposition à la réforme des retraites discutée au Parlement français entre la fin de l’année 2019 et le début de l’année 2020, affirmant que celle-ci aurait vocation à « adapter le système des retraites à un monde globalisé dans lequel chaque individu est sommé d’être performant et compétitif ». Elle a publié un essai intitulé « Du cap aux grèves. Récit d’une mobilisation. 17 novembre 2018 - 5 mars 2020 » dans lequel elle émet une forte critique du néolibéralisme et appelle à un soulèvement pour « reprendre vie » et retrouver « une puissance d’agir ». Elle met en avant l’importance des luttes collectives et des initiatives démocratiques locales. Dans le contexte de la pandémie de Covid-19, Barbara Stiegler a signé une tribune intitulée « Pour la réouverture immédiate des universités » parue le 29 novembre 2020 dans Libération. Elle intervient régulièrement dans les médias pour partager ses analyses et ses opinions.
Barbara Stiegler s’intéresse également aux questions environnementales et à la crise écologique. Elle souhaite approfondir les propositions politiques de Dewey dans le domaine des politiques de santé publique et des maladies chroniques en particulier. Elle affirme par ailleurs que, face à cette crise, les populations n'accepteraient plus les objectifs fixés par les politiques néolibérales.
Fin 2021, elle a intégré le Parlement de l'Union populaire, qui soutient la candidature de Jean-Luc Mélenchon en vue de l’élection présidentielle de 2022.

## Publications

### Ouvrages
- Nietzsche et la biologie, Paris, PUF, 2001, 128 p. (ISBN 978-2-13-050742-0)[8].
- Nietzsche et la critique de la chair : Dionysos, Ariane, le Christ, Paris, PUF, 2005, 392 p. (ISBN 978-2-13-054376-3)[9].
- « Il faut s'adapter » : Sur un nouvel impératif politique, Paris, Gallimard, coll. « NRF Essais », 2019, 336 p. (ISBN 978-2-07-275749-5)[20],[21].
- Du cap aux grèves. Récit d'une mobilisation. 17 novembre 2018 - 5 mars 2020, Paris, Verdier, coll. « La petite jaune », 2020, 144 p. (ISBN 978-2378560829)[22].
- De la démocratie en pandémie : santé, recherche, éducation, Paris, Gallimard, coll. « Tracts », 2021, 64 p. (ISBN 978-2072942228)[23],[24].
- Nietzsche et la vie : une nouvelle histoire de la philosophie, Paris, Gallimard, coll. « Folio essais », 2021, 448 p.  (ISBN 9782072884917).
- Démocratie ! Manifeste, Le Bord de l’eau, 2023, 168 p.  (ISBN 9782356879707)
- Santé publique année zéro, Paris, Gallimard, coll. « Tracts », 2022, 64 p. (ISBN 9782072992940)[25]

### Participations à des ouvrages collectifs
- « Critique de la compassion. Remarques sur Schopenhauer, Nietzsche et les conditions médiatiques de la sympathie », in Les Affections sociales, 2008, 21 p.
- « Philosophie et pathologie. Nietzsche et l'ambivalence des émotions depuis Kant et Schophenhauer », in Les Émotions, Paris, Vrin, 2009, 20 p.
- « La mort théologique de Dieu », in Anthologie : Théologie & Philosophie, Paris, Éditions du Cerf, 2010, 15 p. — également traduction, 10 p.
- « Qu'y a-t-il de nouveau dans le néo-libéralisme ? Vers un nouveau gouvernement du travail, de l'éducation et de la santé », in Le Nouvel Esprit du libéralisme, Le Bord de l'eau, 2011, 42 p.
- « La haine des causes et le retour du passé. Enquête et généalogie selon Nietzsche et Dewey », in L'expérience du passé : histoire, philosophie, politique, Paris, Éditions de l'Éclat, 2018.

### Articles
- « Corps donné ou corps à venir ? Le corps vivant selon Schopenhauer et Nietzsche », Études de lettres, no 281 « Penser la vie. Contributions de la philosophie »,‎ 2008, p. 257-272
- « El joven Nietzsche y la ciencia: el caso de Democrito », Estudios Nietzsche, no 8 « Nietzsche y la Ciencia »,‎ 2008, p. 119-131 (DOI https://doi.org/10.24310/EstudiosNIETen.vi8.10284)
- « On the future of Our Incorporations: Nietzsche, Media, Events »  (trad. Helen Elam), Discourse, vol. 31, nos 1/2 « On The Genealogy of Media »,‎ 2009, p. 124-139 (JSTOR 41389812, lire en ligne [PDF])
- « Nietzsche y la crítica de la Bildung 1870-1872: los envites metafísicos de la pregunta por la formación del hombre »  (trad. Alejandro Rendón Valencia), Educación Y Pedagogía, no 55 « Educación Artística »,‎ 2009 (lire en ligne [PDF])
- « Nietzsche, la biologia e la politica. Prolegomeni a ogni critica futura del neoliberalismo? »  (trad. F. Leoni), Paradosso, no 2 « Forme della vita e statuti del vivente. Filosofia e biologia »,‎ 2012, p. 143-156 (HAL hal-02733318)
- « Receptiones de la muerte de Dios », Desatinos,‎ 2013, p. 52-67 (HAL hal-02733285)

## Prix
- Grand prix Moron 2019[26] de la fondation Renaudin (répertorié sur le site de l'Académie française)